# Сергей Рижиков
Сергей Рижиков е руски футболист, вратар на ФК Тамбов.

## Клубна кариера
Рижиков започва кариерата си в Салют-Енергия. Поради финансови затруднения на Салют, през 1999 г. те привличат голяма част от юношите си в първия тим, в това число Рижиков. Само на 18 години, той е неизменен титуляр в състава на Салют. През 2002 г. е привлечен в Сатурн. Записва 3 мача за първия тим, но играе по-често за дубъла, където е избран и за капитан. На 3 юли 2004 г. дебютира за първия тим на Сатурн, в мач срещу Амкар Перм. Забелязан е от Локомотив Москва и през 2005 г. подписва с „железничарите“. За да натрупа игрова практика, той е даден под наем на Анжи за 1 година. Избран е от феновете за играч на сезона. През 2006 се връща в Локомотив, но е твърда резерва за сметка на Елдин Якупович и Иван Пелицоли. Записва едва 2 мача през сезона. През 2007 единственият мач, който изиграва е за купата на руските железници срещу Реал Мадрид. През август 2007 г. е даден под наем на Том Томск. За 5 мача, Сергей допуска 3 гола, а в мач срещу Локомотив запазва вратата си суха. През 200 г.8 е закупен от ФК Рубин Казан. С основна заслуга е за 2-те поредни титли на Рубин в РФПЛ. През 2009 г. е повикан в националния отбор на Русия. На 29 март 2011 г. дебютира за националния отбор на Русия, в контола с Катар.
На 4 юли 2013 г. удължава договора си с Рубин. През 2014 г. е повикан в националния отбор на Русия за Световното първенство в Бразилия, но не записва нито една минута на терена.